# Bach-Collegium Stuttgart
Il Bach-Collegium Stuttgart è un ensemble strumentale tedesco di fama internazionale, fondato da Helmuth Rilling nel 1965 per accompagnare il Gächinger Kantorei nella musica corale con orchestra. I suoi membri sono per lo più musicisti d'orchestra provenienti dalla Germania e dalla Svizzera che si riuniscono per progetti associati al coro e anche programmi strumentali propri.

## Storia
L'ensemble si è esibito in festival come il "Musikfest Stuttgart" dell'Internationale Bachakademie Stuttgart, il Festival di Salisburgo, il Festival di Lucerna, il Prague Spring International Music Festival o il Rheingau Musik Festival.
Il Gächinger Kantorei e il Bach-Collegium Stuttgart, diretti da Rilling, hanno completato una prima registrazione mondiale delle cantate e degli oratori di Bach, un progetto di 15 anni in collaborazione con Hänssler Classic, nel 1985 in occasione del 300º compleanno del compositore. La registrazione è stata premiata con un Grand Prix du Disque.
Il Bach-Collegium Stuttgart è stato determinante in prime di opere come Deus Passus (Passionsstücke nach Lukas) di Wolfgang Rihm nel 2000 e nuove versioni di opere come la Grande Messa di Mozart completata da Robert D. Levin.